# Bram van Polen
Bram van Polen (* 11. října 1985, Nijkerk, Nizozemsko) je nizozemský fotbalový obránce, který v současné době působí v klubu PEC Zwolle. Haje na postu pravého beka.

## Klubová kariéra
V Nizozemsku nejprve profesionálně působil ve Vitesse. V roce 2007 přestoupil do PEC Zwolle, kde posléze přebral kapitánskou pásku. S PEC vyhrál v sezoně 2011/12 nizozemskou druhou ligu Eerste Divisie a pomohl tak vyválčit přímý postup do Eredivisie.
V sezoně 2013/14 vyhrál s PEC nizozemský fotbalový pohár (KNVB beker), ve finále proti Ajaxu Amsterdam vstřelil jeden gól a utkání skončilo poměrem 5:1. Na začátku sezony 2014/15 vyhrál Johan Cruijff Schaal (nizozemský Superpohár, výhra 1:0 opět nad Ajaxem).
S PEC si zahrál ve 4. předkole Evropské ligy 2014/15, kde byl jeho tým vyřazen českým klubem AC Sparta Praha.